# Teodoro II d'Etiopia
Teodoros II (Cassa Hailu; 1818 – Magdala, 13 aprile 1868) fu imperatore d'Etiopia dal 1855 al 1868.
La sua ascesa al potere, da Ras abissino, pose fine all'era dei principi, gettando le fondamenta per la moderna Etiopia. Venuto a conflitto con gli inglesi fu sconfitto e si uccise.

## I primi anni
Figlio di nobili, quando i suoi genitori divorziarono sua madre lo portò con sé a Gondar. Non molto
dopo suo padre morì senza lasciargli alcuna eredità. Poté comunque condurre una
vita agiata grazie ai vasti possedimenti dei nonni materni.

## Ascesa al potere
L'"Era dei Principi" ( Zemene Mesafint) si chiamava così per via dello sproporzionato numero di piccoli sovrani che si autoproclamavano Re dei Re (Negus Neghesti), e che regnavano su tanti piccoli feudi di importanza nulla (visto che ognuno di questi feudi consisteva in grandi e imprendibili altopiani tipici del territorio etiope).
Kassa incominciò come un comune brigante, ma dopo aver ammassato una considerevole quantità di uomini al suo seguito poté finalmente riprendersi il feudo di Qwara, un tempo appartenuto a suo padre, ed in seguito l'intera provincia di Dembiya.
Prese in moglie la nipote di Menen Liben Amede, madre del Ras Ali, Tewabech Ali.
Dopo aver sconfitto in battaglia il Ras Ali e sua madre Menen Liben fece deporre Giovanni III, marito di questa, e si fece proclamare Imperatore da Abuna Salama III nella chiesa di Derasge Maryam l'11 febbraio del 1855. Prese il nome di Teodoro II per adempiere ad una profezia, secondo la quale un uomo chiamato Teodoro avrebbe riportato l'Impero Etiope al suo massimo splendore.

## Il suo Regno

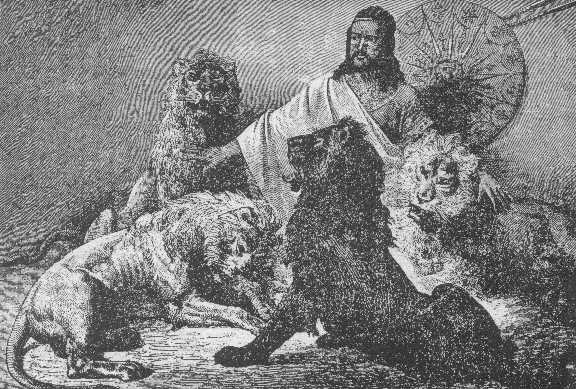
Teodoro rilascia udienze circondato da leoni.

Teodoro cercò di unificare e modernizzare l'Etiopia riconquistando il Regno di Saba e le province di Gojjam, Begemder, Wollo e Simien. Spostò la capitale dell'Impero da Gondar a Debre Tabor e in seguito a Magdala. Teodoro diede sua figlia in sposa a Menelik II che in seguito abbandonò scappando da Magdala e così facendo offese profondamente Teodoro.

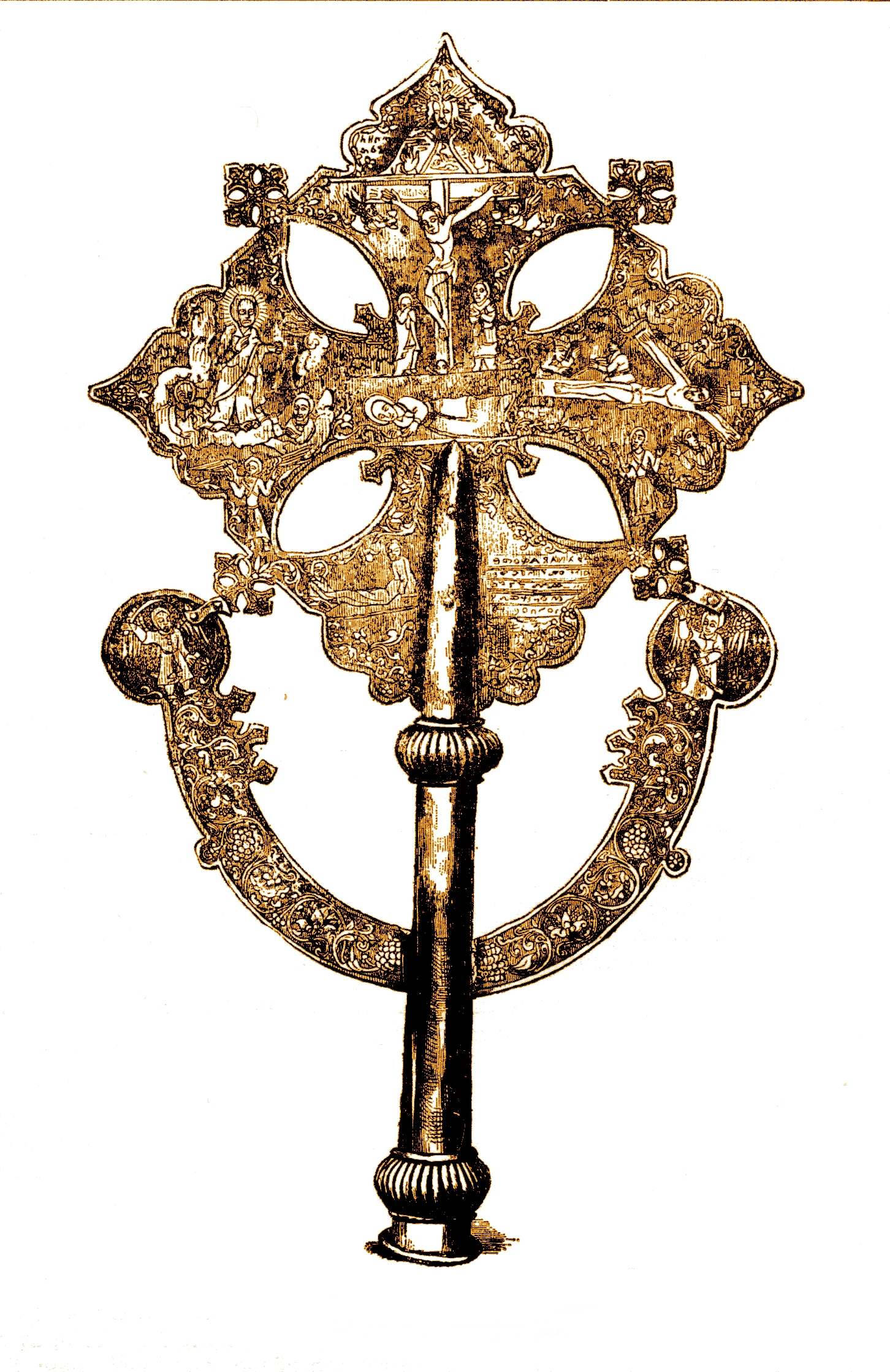
La Croce di Teodoro II

Quando la prima moglie Tewabech morì, diventò d'indole crudele. Dalla seconda moglie Tiruwork Wube ebbe un figlio maschio, Dejazmatch Alemayehu Tewodros. Nel 1866 impaurito dai musulmani del nord Teodoro scrisse una lettera di aiuto a Napoleone III e alla regina Vittoria: la Francia rispose evasivamente e l'Inghilterra non rispose affatto in quanto essa aveva infatti già preventivato un intervento armato in Etiopia, dal momento che il canale di Suez, prossimo al compimento, aveva spostato il baricentro dell'importanza commerciale africana dalla costa occidentale e dal capo di Buona Speranza al Mar Rosso. All'Inghilterra occorreva dunque soltanto il pretesto per l'invasione, pretesto che fu trovato quando Teodoro si ritenne gravemente offeso dall'emissario inglese, Hormuzud Rassam, a Gondar, da causarne la reazione autoritaria, Teodoro lo fece prigioniero assieme ad altri ostaggi, ed espulse gli altri inglesi.

### Spedizione in Abissinia del 1868

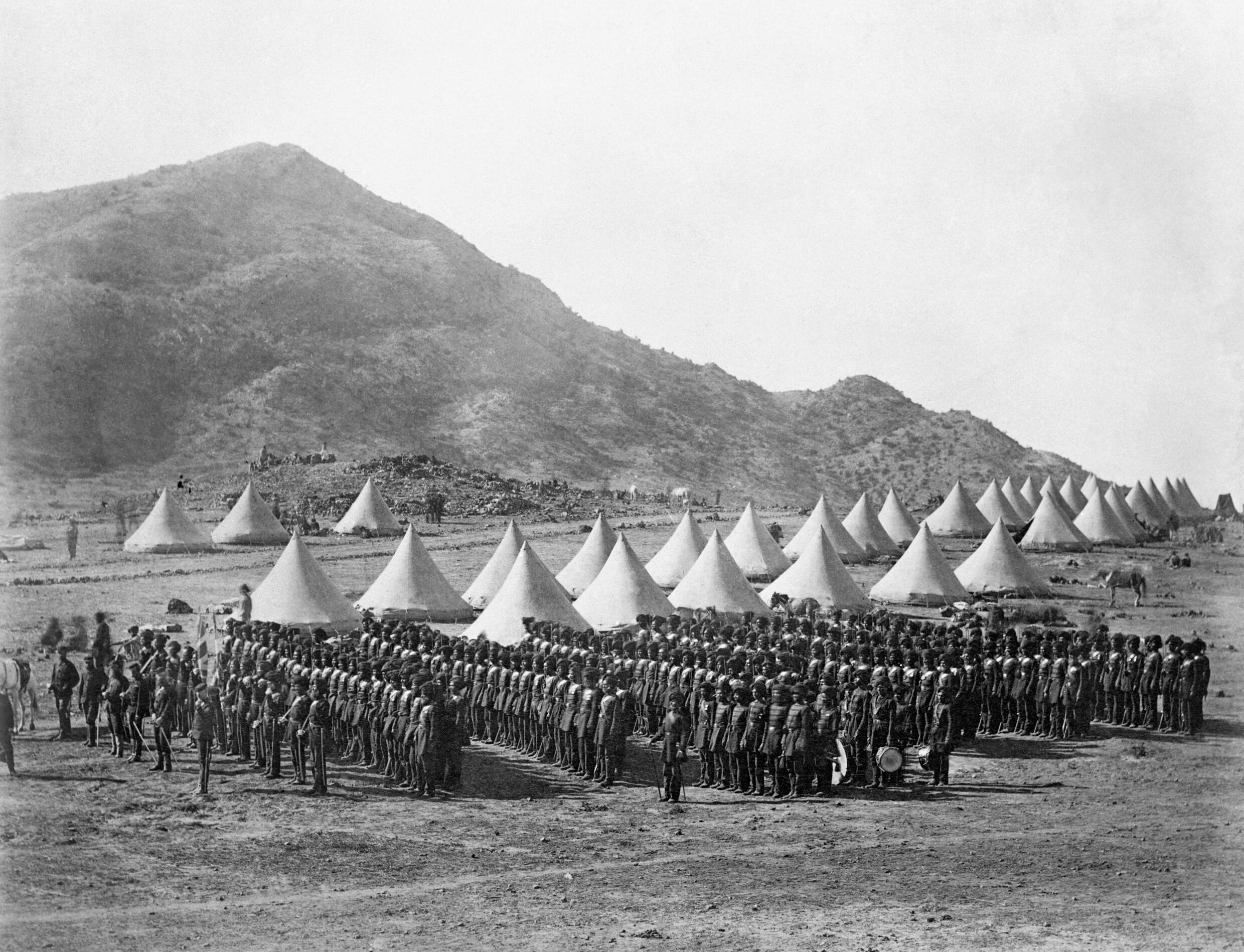
Parata del reggimento Baluch

In risposta a questo la Gran Bretagna inviò una spedizione in Abissinia nel 1868, un contingente formato da 14 000 soldati inglesi e da 27 000 indigeni, sotto il comando di sir Robert Napier, allo scopo di ottenere la liberazione degli ostaggi. Il contingente era dotato da quasi 32 000 quadrupedi da soma e da cavalcatura, con armi e munizioni moderne, e le truppe erano accompagnate persino da elefanti da guerra, 14 dei quali trainavano l'artiglieria. Napier, tuttavia, compreso che era piuttosto controproducente che un'armata così vasta permanesse troppo tempo in un paese ostile e dalla natura montuosa e impervia come l'Etiopia, si mise presto in trattative coi principi nemici di Teodoro, concludendo con l'ausilio di ricchi doni, dei trattati di neutralità coi re di Lasta, dello Scioa e del Tigrai.
A Magdala, Teodoro, tradito dai suoi vassalli e infine sconfitto in battaglia la vigilia di Pasqua, il 12 aprile 1868, rifiutò di essere preso prigioniero, Robert Napier fece cannoneggiare la città uccidendo i rimanenti soldati del Negus. Teodoro, compreso che tutto era ormai perduto, comandò a sua moglie di donare agli inglesi 100 buoi e 500 pecore affinché potessero festeggiare la loro vittoria, quindi si suicidò proprio il giorno dopo Pasqua, lunedì 13 aprile 1868 con la pistola che gli era stata regalata dalla Regina Vittoria.

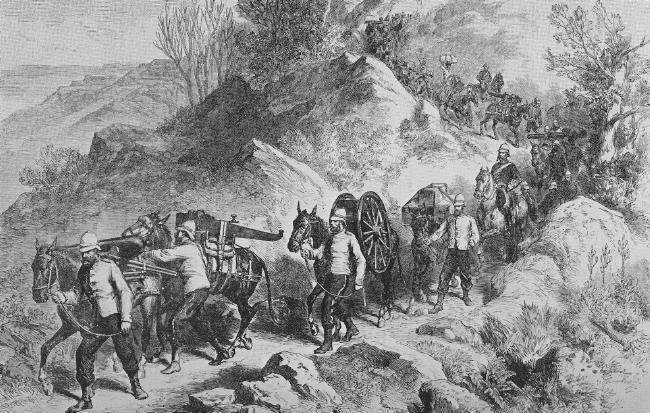
Partenza degli inglesi da Magdala (The Illustrated London News, 1868)

Dopo il suicidio gli inglesi saccheggiarono la fortezza di Magdala e le diedero fuoco, portando in Europa il mantello di gala e la tiara d'oro di Teodoro, e molti altri oggetti e suppellettili che oggi sono visibili in musei, biblioteche e collezioni private. Sir Robert Nadier fu nominato maresciallo di campo e Lord-Barone di Magdala.
Nel suo sforzo di mantenere in Etiopia personale europeo, Teodoro fece sposare una delle sue figlie ad un ingegnere militare svizzero. Questo ramo della sua famiglia finì per andare a vivere in Russia, così che l'attore inglese Peter Ustinov può vantarsi di essere il bis-bis-nipote di Teodoro.

## Suo figlio

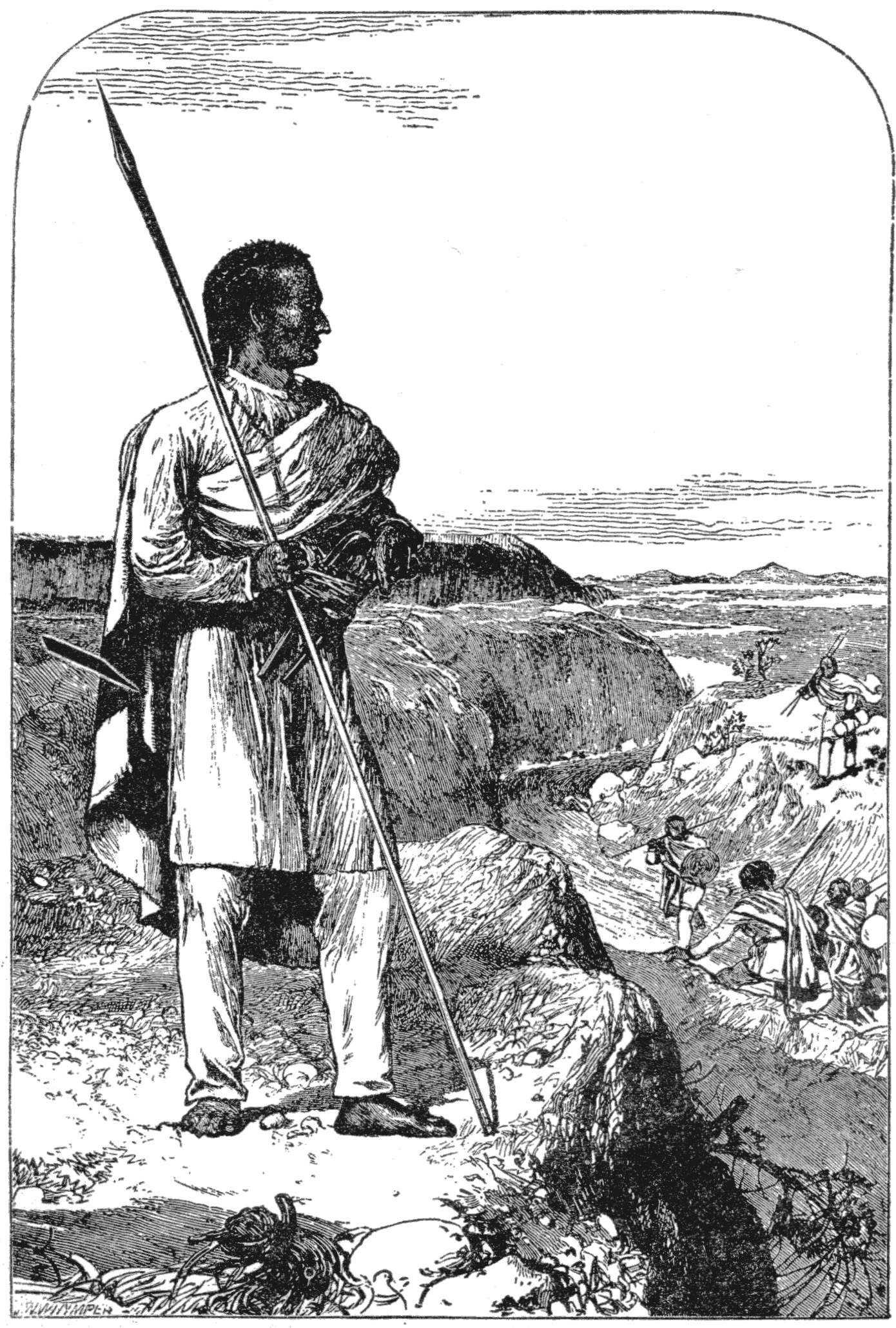
Teodoro II all'attraversamento del Nilo Azzurro.

L'Imperatrice Tiruwork, ormai vedova, morì di crepacuore e fu sepolta nel monastero Sheleqot di Tigrai.
Suo figlio, deggiasmac Alemayehu Teodoro, fu deportato prima in India da Raj che amministrava l'Abissinia e poi in Inghilterra dove divenne un protetto della Regina Vittoria che gli assegnò un sussidio per essere educato alla Rugby School, una scuola privata. Fu adottato dalla famiglia dell'esploratore Tristam Speedy, ma per le sue precarie condizione fisiche, morì all'età di 19 anni. La Regina Vittoria disse: "Che storia triste! Tutto solo in uno stato straniero senza nemmeno un parente... La sua non è stata una vita molto felice".

## Cultura di massa
- L'imperatore Teodoro è rappresentato in diverse opere della letteratura e del folclore etiope, in canzoni e capolavori d'arte e rappresenta l'unità e l'identità della nazione stessa.
- Teodoro è rappresentato in diversi libri: Flashman on the March di George MacDonald Fraser, The Four Quarters of the World (Medallion Press, 2006) di Karen Mercury, The Barefoot Emperor di Philip Marsden, When the Emperor Dies di Mason McCann Smith e Theodoros di Mircea Cărtărescu.